# Eurométropole Tour 2017
La 77e édition de l'Eurométropole Tour a lieu le 1er octobre 2017. Elle fait partie du calendrier UCI Europe Tour 2017 en catégorie 1.HC.

## Équipes
| WorldTeams (6)- Lotto NL-Jumbo - AG2R La Mondiale - BMC Racing Team - Lotto-Soudal - Quick-Step Floors - Katusha-Alpecin Équipes continentales professionnelles (9)- Aqua Blue Sport - Cofidis, Solutions Crédits - Direct Énergie - Fortuneo-Oscaro - Roompot-Nederlandse Loterij - Sport Vlaanderen-Baloise - Verandas Willems-Crelan - Wanty-Groupe Gobert - WB-Veranclassic-Aqua Protect Équipes continentales (7)- AGO-Aqua Service - Armée de terre - Cibel-Cebon - Pauwels Sauzen-Vastgoedservice - Roubaix Lille Métropole - T.Palm-Pôle Continental Wallon - Tarteletto-Isorex |
| |

## Classement final
| \| Classement général \| Classement général \| Classement général \| Classement général \| Classement général \| \| Coureur \| Coureur \| Pays \| Équipe \| Temps \| \| ------------------ \| --------------------- \| ------------------ \| ---------------------------- \| ------------------ \| \| 1er \| Daniel McLay \| Royaume-Uni \| Fortuneo-Oscaro \| 4 h 20 min 20 s \| \| 2e \| Kenny Dehaes \| Belgique \| Wanty-Groupe Gobert \| + 0 s \| \| 3e \| Anthony Turgis \| France \| Cofidis, Solutions Crédits \| + 0 s \| \| 4e \| Jasper De Buyst \| Belgique \| Lotto-Soudal \| + 0 s \| \| 5e \| Jempy Drucker \| Luxembourg \| BMC Racing Team \| + 0 s \| \| 6e \| Oliver Naesen \| Belgique \| AG2R La Mondiale \| + 0 s \| \| 7e \| Maxime Vantomme \| Belgique \| WB-Veranclassic-Aqua Protect \| + 0 s \| \| 8e \| Dries Van Gestel \| Belgique \| Sport Vlaanderen-Baloise \| + 0 s \| \| 9e \| Baptiste Planckaert \| Belgique \| Katusha-Alpecin \| + 0 s \| \| 10e \| Amund Grøndahl Jansen \| Norvège \| LottoNL-Jumbo \| + 0 s \| |                       |             |                              |                 |
| |                       |             |                              |                 |
| Source : ProCyclingStats |                       |             |                              |                 |
| Classement général |                       |             |                              |                 |
| Coureur | Coureur               | Pays        | Équipe                       | Temps           |
| 1er | Daniel McLay          | Royaume-Uni | Fortuneo-Oscaro              | 4 h 20 min 20 s |
| 2e | Kenny Dehaes          | Belgique    | Wanty-Groupe Gobert          | + 0 s           |
| 3e | Anthony Turgis        | France      | Cofidis, Solutions Crédits   | + 0 s           |
| 4e | Jasper De Buyst       | Belgique    | Lotto-Soudal                 | + 0 s           |
| 5e | Jempy Drucker         | Luxembourg  | BMC Racing Team              | + 0 s           |
| 6e | Oliver Naesen         | Belgique    | AG2R La Mondiale             | + 0 s           |
| 7e | Maxime Vantomme       | Belgique    | WB-Veranclassic-Aqua Protect | + 0 s           |
| 8e | Dries Van Gestel      | Belgique    | Sport Vlaanderen-Baloise     | + 0 s           |
| 9e | Baptiste Planckaert   | Belgique    | Katusha-Alpecin              | + 0 s           |
| 10e | Amund Grøndahl Jansen | Norvège     | LottoNL-Jumbo                | + 0 s           |